# گزین‌طوطی تانیمبار
گزین‌طوطی تانیمبار یا گزین‌طوطی ریدل (نام علمی: Eclectus riedeli) یک گونه طوطی است که بومی جزایر تانیمبار است. از گزین‌طوطی ملوکی کوچک‌تر است. نر ته‌مایه آبی بیشتری به گردن سبزرنگ مایل دارد و دم آن با نوار پهن زرد لبه‌ای است. پرهای ماده به جز پرهای اولیه آبی شاهنشاهی، پوشش‌های زیردم زرد و نوار پهنی از زرد تا لبه دم دارد.
گزین‌طوطی تانیمبار که در اسارت نادر را می‌توان در باغ‌وحش‌ها و پارک‌های پرندگان در اسپانیا و آلمان یافت.